# Barbara Niggl Radloff
Barbara Niggl Radloff (Berlin, 4 février 1936 - Feldafing, 26 février 2010) est une photojournaliste et photographe portraitiste allemande.

## Biographie
Barbara Radloff a fait le portrait d'un grand nombre d'artistes, tels Truman Capote, Günter Grass ou Hannah Arendt.

## Galerie

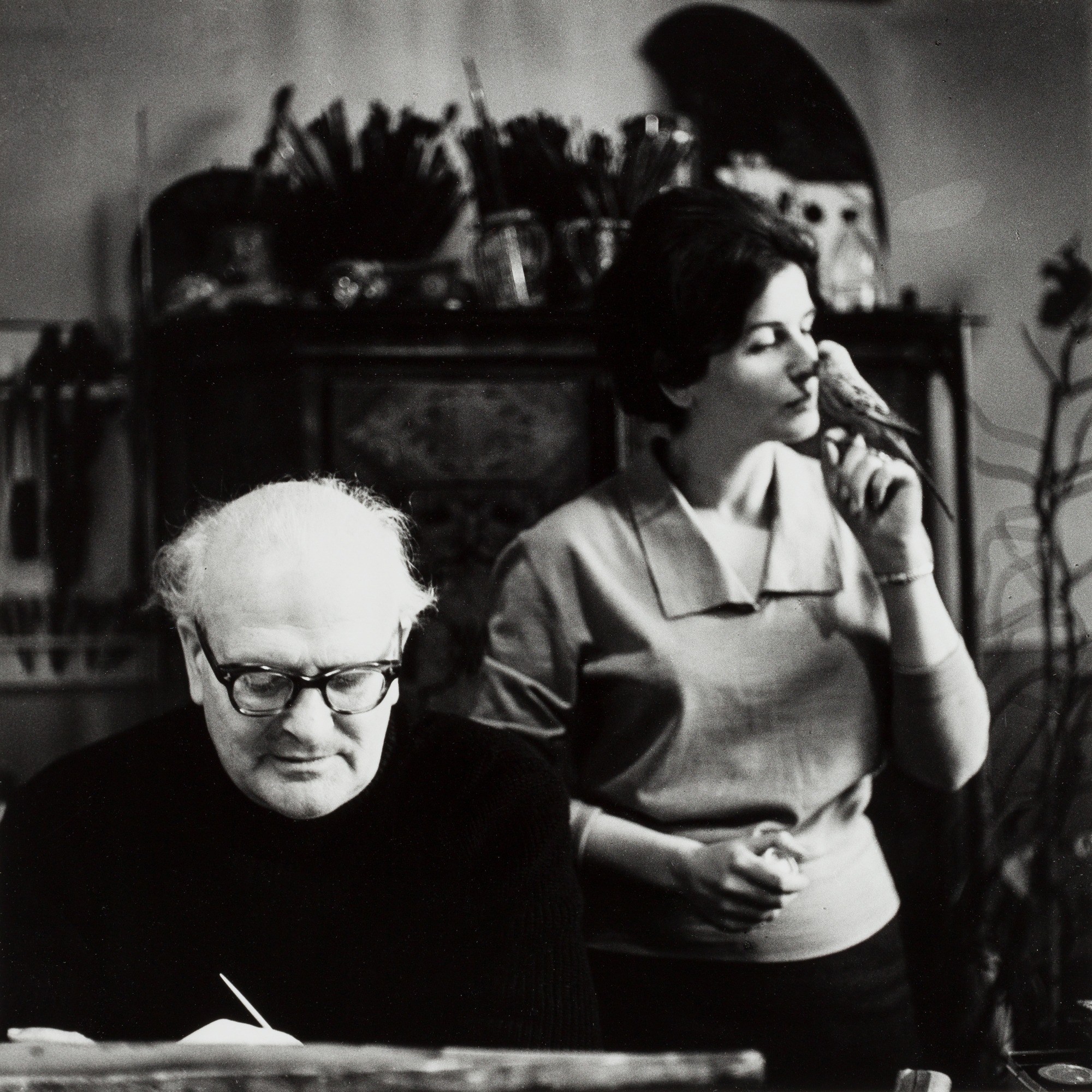
Edgar Ende
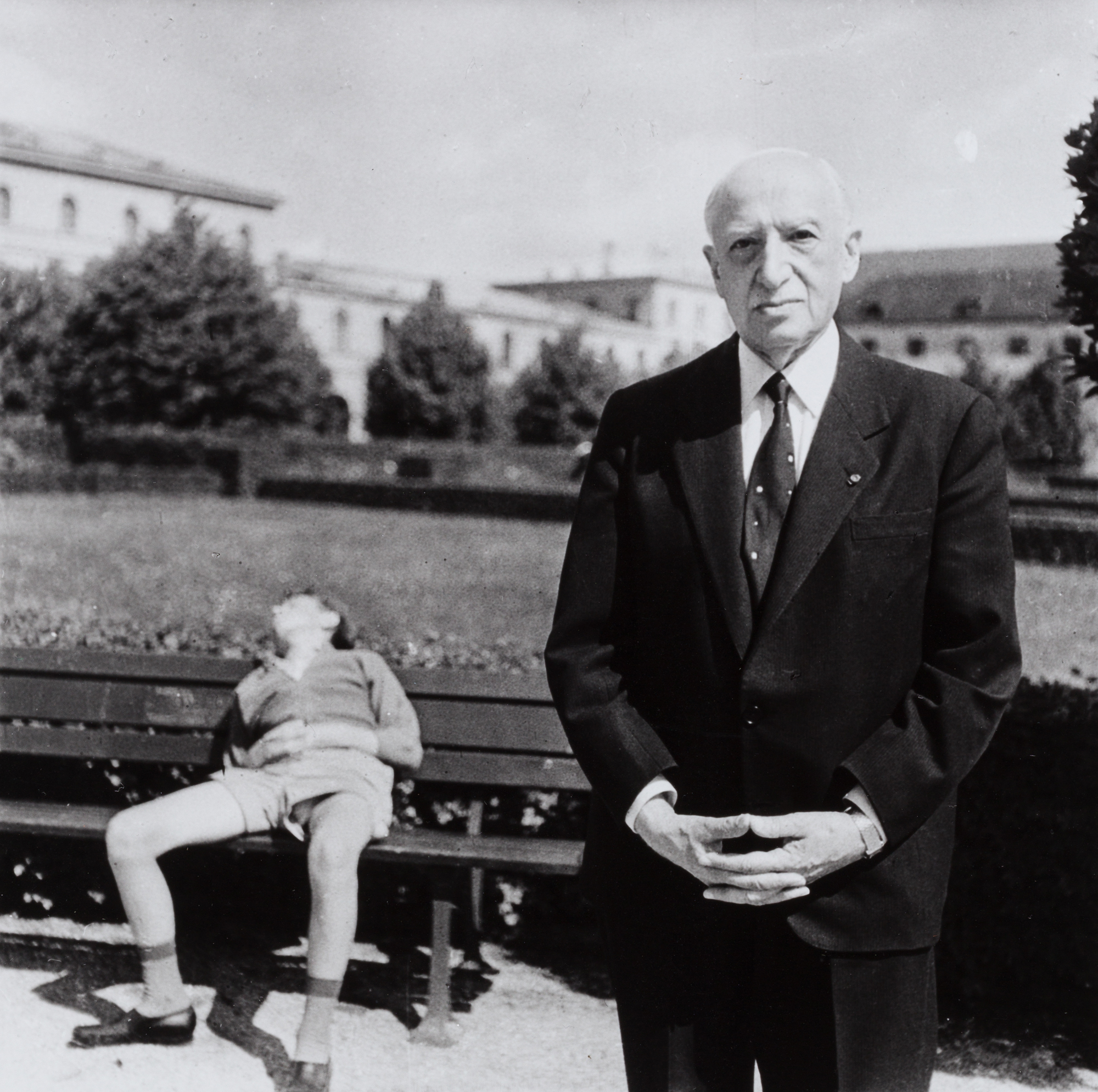
André Maurois
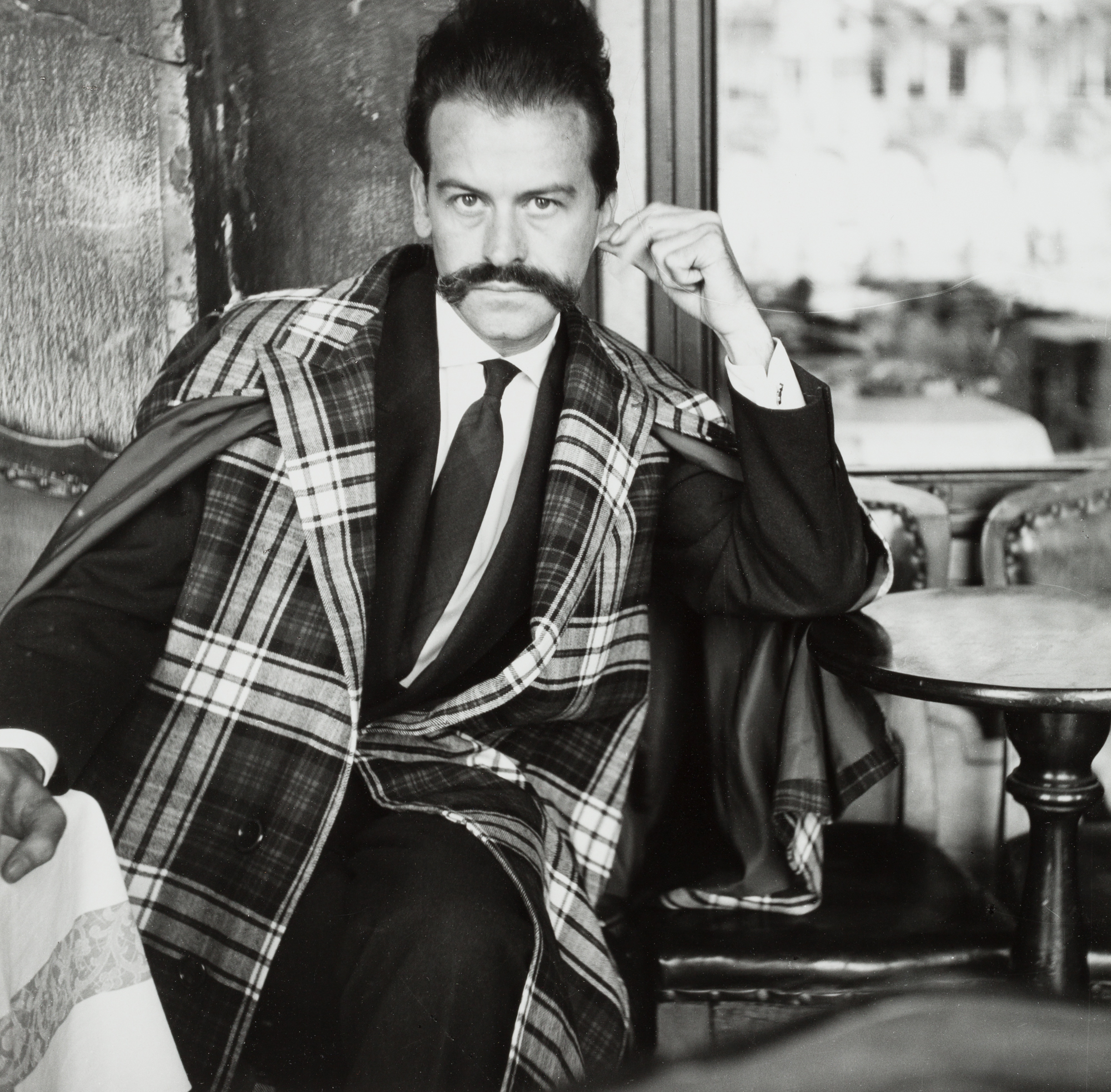
Georges Mathieu
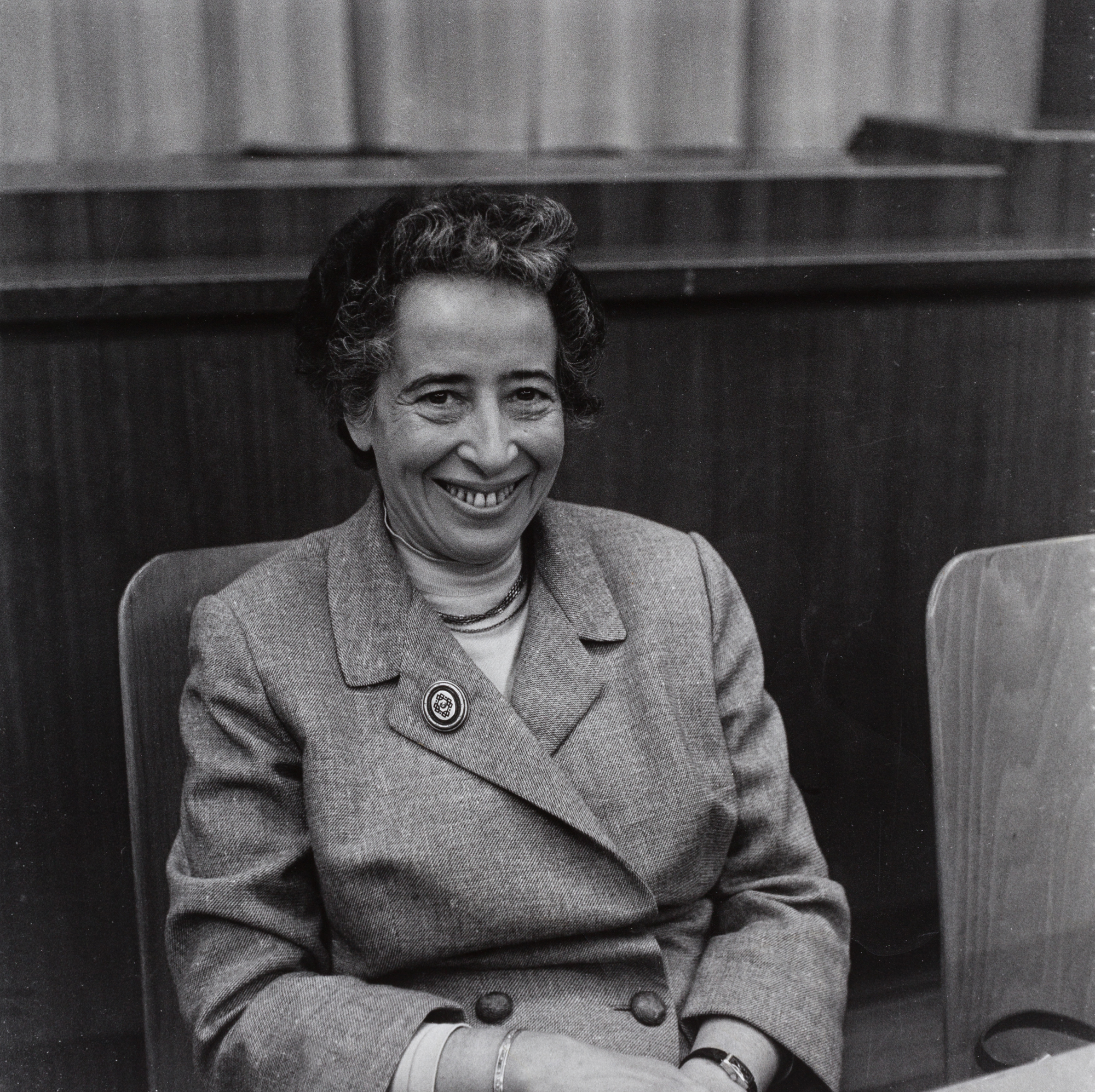
Hannah Arendt